# Управляющий (телесериал)
Управля́ющий (исп. El encargado) — аргентинский комедийный телесериал, созданный Мариано Коном и Гастоном Дюпра начиная с 2022 года по заказу стримингового сервиса Star+. Главную роль управляющего в элитном доме Буэнос-Айреса по имени Элисео Басурто исполнил Гильермо Франселья. Сериал получил положительную критику и множественные премии и номинации.

## Сюжет

### Первый сезон
Вот уже 30 лет Элисео работает управляющим в элитном многоквартирном доме в Буэнос-Айресе. Он умело управляет всеми техническими системами дома, моет, чистит, убирает, выполняет мелкие поручения жильцов. Но не забывает при этом и себя — получает откаты от поставщиков услуг, не гнушается поужинать и выпить вина в квартире одного из жильцов, а в их долговременное отсутствие даже сдать их жильё в аренду туристу-иностранцу. При этом, он всегда улыбчив, вежлив, корректен. Когда у его подруги — старушки Бебы, живущей в том же доме, неожиданно обнаруживается некий «племянник из Барселоны», Элисео тайком проводит расследование и вынуждает мошенника отказаться от своих планов в отношении Бебы. Элисео — хитрый и умелый манипулятор, никогда нельзя быть уверенным, говорит ли он правду или вводит в заблуждение. Сам управляющий живёт тут же — на крыше дома стоит небольшая каморка, в которой он и проживает.
Всё меняется, когда председателю кондоминиума адвокату Матиасу Самбрано приходит в голову идея построить бассейн на крыше здания. Он убеждает жильцов, что это повысит качество их жизни и стоимость их жилья. Но при этом надо будет снести каморку Элисео, уволить управляющего, а вместо него отдать управление домом клининговой компании. Элисео, который считает свою работу смыслом жизни, решает не допустить реализации планов Самбрано. Кого убеждением, кого лестью, кого шантажом ему удаётся заручиться поддержкой большинства жильцов дома. Но во время голосования среди жильцов всё идёт не по плану, и проект бассейна оказывается одобрен с перевесом в один голос.
Элисео уволен, его каморка снесена. Сам он теперь снимает студию недалеко от того дома, где проработал 30 лет, и работает продавцом в овощной лавке за углом. Но тут случается катастрофа — сотрудники клининговой компании оказались не в состоянии обслуживать старенький отопительный котёл в подвале дома, совладать с которым мог только Элисео. Котёл взрывается, а вслед за этим в здании вспыхивает пожар. Узнав об этом Элисео прибегает к бывшему «своему» дому, жильцы которого столпились на улице. И тут выясняется, что один из жильцов остался в задымлённом здании — мальчик Тьяго не успел покинуть свою квартиру, его мама в ужасе. Элисео бросается в дом и выносит на руках спасённого Тьяго. Жильцы встречают Элисео как героя.
Матиас Самбрано уходит в отставку с поста председателя кондоминиума. Теперь собранные на строительство бассейна деньги придётся пустить на покупку нового котла и устранение последствий пожара. Беба, ставшая новым председателя кондоминиума, возвращает Элисео его любимую работу. Более того — он получает прибавку к зарплате и много других преференций. Вместо снесённой каморки на крыше, он получает в своё распоряжение одну из элитных квартир в доме, которая арендуется за счёт кондоминиума. И тут Элисео рассказывает Бебе, что пожар был вызван им самим, подкрутившим вентили котла, а Тьяго был с ним в сговоре — мальчик вовсе не мучился от дыма в закрытой квартире, а спокойно играл на планшете во внутреннем дворике, ожидая, пока Элисео его «спасёт». Но искренен ли управляющий на этот раз, или это ещё одна из его манипуляций?

### Второй сезон
Элисео снова работает управляющим всё в том же доме. Он живёт в огромной и почти пустой квартире, которая арендуется за счёт жильцов. Но теперь он получил лютого врага — бывшего председателя кондоминиума Матиаса Самбрано, который поклялся отомстить Элисео. А со временем количество врагов Элисео растёт: сперва в дом вселяется новая жилица — Лусила Моррис, которая занимается благотворительностью и борьбой с коррупцией, и которая решает провести аудит расходов кондоминиума за последние годы и обнаруживает существенное завышение цен. Затем внезапно приезжает из провинции племянник Элисео Макси — молодой человек криминального вида, всегда носящий в кармане пистолет и решивший пошантажировать слишком хорошо устроившегося в столице дядю.
Тут умирает Беба и выясняется, что она завещала всё своё имущество, включая квартиру, своему единственному другу, который заботился о ней все последние годы — Элисео. В результате, управляющий оказывается не только владельцем элитной недвижимости, но и на этом основании членом кондоминиума в «своём» доме. Элисео распродаёт имущество Бебы, а её (точнее, уже свою) квартиру сдаёт на длительный срок молодой паре.
Враги Элисео объединяются — Самбрано и Моррис врываются в предоставленную ему квартиру под предлогом проверки и обнаруживают, что управляющий установил по всему дому камеры видеонаблюдения, а в одной из комнат находится множество мониторов, на которых управляющий видит происходящее. Элисео задерживает вызванная его врагами полиция, но после краткого допроса отпускает, поскольку управляющий доказывает, что камеры нужны для борьбы с преступностью, а вмешательства в частную жизнь не было, ибо они все установлены в общественных местах. Тем не менее, благодаря этому инциденту врагам Элисео удаётся отстранить его от должности управляющего под предлогом сомнения в его адекватности. Теперь Элисео надо пройти курс у психиатра, который должен определить, насколько Элисео подходит для выполняемой им вот уже 30 лет работы. Вдобавок, Элисео выясняет, что пара, которой он сдал квартиру, использует её как подпольный пункт обмена валюты.
Тем не менее, на финальном голосовании совета кондоминиума о судьбе Элисео, тому удаётся отстоять себя. Во-первых, психиатр внезапно подтверждает полную вменяемость Элисео. Во-вторых, выясняется, что главным коррупционером был не управляющий — куда бо́льшие суммы присваивал бывший председатель кондоминиума Самбрано. В-третьих, благотворительница и борец с коррупцией Моррис оказывается владелицей огромного неправедно приобретённого сельскохозяйственного поместья. В-четвёртых, племянник Элисео Макси отказывается от своих показаний, поскольку дядя нашёл ему высокооплачиваемую работу — курьера в том самом подпольном пункте обмена валюты. Теперь Самбрано и Моррис не остаётся ничего иного, как самим сменить место жительства и покинуть дом.

### Третий сезон
Элисео продолжает жить в «своём» доме — теперь он и жилец, и член кондоминиума, и управляющий. Однажды к нему приходят члены профсоюза управляющих многоквартирными домами и говорят ему, что его выбрали в качестве делегата для поездки на конференцию управляющих в Рио-де-Жанейро. За счёт профсоюза Элисео отправляется в Бразилию. Там ему не нравится: в море (по его мнению) сливается канализация, персонал отеля недостаточно качественно проводит уборку, а приехавшие из разных стран Латинской Америки на конференцию управляющие только и делают, что жалуются на кризис в профессии. Элисео — трудоголик и интриган, и ему скучно. В последний день конференции его тоже приглашают выступить. Он произносит короткую речь о том, что надо не жаловаться, а действовать самим.
Вернувшись в Буэнос-Айрес, Элисео созывает собрание жильцов. Жильцы возмущаются возросшими расходами на содержание дома, но Элисео заявляет, что знает, как всё исправить. Для этого надо уволить всех сотрудников и оставить только его, Элисео. А остальное он берёт на себя. Жильцы с радостью соглашаются. Элисео тут же начинает осуществлять свой план и увольняет своего помощника Мигеля. Но лишь для того, чтобы тут же нанять его снова. Но уже в его, Элисео компанию, которая вскоре должна взять на себя управление всеми многоквартирными домами в округе. У Элисео есть шикарный план: жильцы соседних зданий должны передать управление своими домами в компанию Элисео — тогда они будут платить меньше. А управляющие домами должны перейти на работу в компанию Элисео — тогда они будут получать больше. Откуда же возьмутся деньги? Всё просто — деньги берутся из откатов, которые вынуждены платить Элисео поставщики сторонних услуг. Причём платят они наличными, а значит деньги не проходят через официальную бухгалтерию и с них не платятся налоги.
В большинстве случаев он легко договаривается с домовладельцами, которые рады сэкономить. Ему обычно также удаётся договориться с бывшими управляющими: с кем — аргументами, с кем — лестью, а с некоторыми даже угрозами. Тех немногочисленных управляющих, с которыми договориться не удаётся, он разделывается и добивается их увольнения. А на их место ставит тех, кто и без того всем ему обязан. Так что  через некоторое время у Элисео есть достаточно многочисленная группа преданных ему сторонников. Так продолжается до тех пор, пока Элисео не начинает прибирать к рукам дом по соседству, которым управляет давнейший приятель Элисео Гомес. Тут-то и выясняется, что Гомес совсем не хочет отказываться от существующего положения и переходить в компанию Элисео, более того — Гомес в течение 30 лет собирал досье компромата на Элисео. После нескольких достаточно грязных попыток победить Гомеса Элисео вынужден отступиться.
Гомес переходит в контратаку: сперва он и профсоюз устраивают у дома Элисео большую манифестацию, чуть не переросшую в погром, но на защиту Элисео встают его верные сотрудники. Потом полиция проводит обыск в офисе компании Элисео, но он и Мигель успевают уничтожить все компрометирующие документы. Затем противостояние ещё больше усиливается — профсоюз устраивает парламентские слушания по сложившейся ситуации, причём в качестве юрисконсульта у к ним присоединяется старый враг управляющего Матиас Самбрано. Однако, на стороне Элисео значительная часть общественного мнения — как жильцы, так и управляющие, поэтому Эдисео оправдывают. И вот однажды, к дому Элисео подъезжает шикарный лимузин — сам президент прислал его за скромным управляющим многоквартирным домом, чтобы пригласить его на личную встречу.

## В ролях

### Главные роли
- Гильермо Франселья — Элисео Басурто
- Габриэль Гоити[исп.] — Матиас Самбрано
- Гастон Коккьярале — Мигель
- Почи Дукассе[исп.] — Беба Монтес де Ока
- Мануэль Висенте[исп.] — Гомес.
- Моро Ангилери[исп.] — Паола (1-й сезон)
- Мария Абади[исп.] — Лусила Моррис (2-й сезон)

### Роли второго плана
- Дарио Барасси[исп.] — Габриэль
- Малена Санчес[исп.] — Флоренсия
- Махела Санотта[исп.] — Мария Пиа
- Лукас Гарсиа Педано — Тьяго (1-й сезон)
- Мирта Буснелли[исп.] — Татьяна Иригоен (1-й сезон)
- Адриана Айсемберг[исп.] — Консуэло Салюстри (1-й сезон)
- Хорхе Д’Элия[исп.] — Энрике Салюстри (1-й сезон)
- Мариано Архенто[исп.] — Ренато Ди Лелла
- Алехандро Пакер[исп.] — Марио Мессина
- Мартин Слипак[исп.] — Макси (2-й сезон)

## Съёмочная группа
- Авторы идеи — Мариано Кон и Гастон Дюпра[исп.]
- Авторы сценария — Леонардо Ди Чезаре, Алехандро Анхелини, Херонимо Карранса, Мариано Кон, Гастон Дюпра, Леонардо Д’Эспосито, Эмануэль Диес, Хуан Хосе Бесерра, Диего Блиффельд, Мартин Бустос
- Оператор — Родриго Пульпейро
- Постановка — Мариано Кон, Гастон Дюпра, Херонимо Карранса, Диего Блиффельд
- Продюсеры — Агустин Пичот, Хуан Макинтач, Фернандо Рицци
- Исполнительные продюсеры — Сесар Маркус, Клаудио Самби, Франко Вильче, Мариана Перес, Леонардо Арангибель, Фернандо Барбоса
- Композиторы — Алехандро Каудерер, Игнасио Габриэль

## Производство
Производство сериала было осуществлено испаноязычным стриминговым сервисом Star+, являющимся дочерней компанией американской компании The Walt Disney Company. Все серии первого сезона стали доступны для просмотра на сервисе Star+ 26 октября 2022 года. В ноябре 2022 года сервис Star+ сообщил о продлении сериала на второй сезон, который стал доступен для просмотра 29 ноября 2023 года. 6 декабря 2023 года было объявлено о продлении сериала на третий сезон, серии которого стали доступны для просмотра с 19 по 21 июля 2024 года.

## Восприятие
Сериал получил преимущественно положительные отклики как со стороны простых зрителей, так и со стороны профессиональных критиков. Первый сезон сериала занял 12 место в рейтинге 100 лучших телесериалов 2022 года на испанском сервисе FilmAffinity, а по итогам двух сезонов телесериал стал самым просматриваемым на сервисе Star+.

Автор крупнейшей испанской газеты El País так Карлос Боеро так писал о сериале: 
Я улыбаюсь и смеюсь над этой историей о господах и рабах, которые притворяются, что соблюдают нормы, причём рабы гораздо умнее господ.El PaísОригинальный текст (исп.)Sonrío y río con esta taxidermia sobre amos y esclavos que pretenden mantener las formas, los esclavos mucho más listos que los dueños.

Леонардо Д’Эспосито писал в аргентинской газете Revista Noticias: 
Франселья сочетает в себе, благодаря острому глазу дуэта Кон — Дюпра, два образа: популярного комика и зловещего персонажа. Управляющий — абсолютно аргентинский фильм, но и гораздо больше.Revista NoticiasОригинальный текст (исп.)Francella combina aquí, gracias a la mirada de cirujanos de la dupla Cohn-Duprat, esas dos caras (el comediante popular, el personaje siniestro). "El Encargado" es absolutamente argentino, pero va más allá.

Критик другого аргентинского издания Leer cine Сантьяго Гарсиа писал о сериале:
Авторам и исполнителю главной роли удалось максимально использовать возможности сюжета и создать одно из самых смешных и эстетически запоминающихся произведений, созданных в Аргентине за последние годы.Leer cineОригинальный текст (исп.)Los autores y el protagonista logran sacar lo mejor de la posibilidades de la historia y armar una de las ficciones más divertidas y estéticamente memorables hechas en Argentina en los últimos años.

## Премии и номинации
| Список премий и номинаций | Список премий и номинаций                     | Список премий и номинаций                                                     | Список премий и номинаций | Список премий и номинаций | Список премий и номинаций |
| Год                       | Премия                                        | Номинация                                                                     | Номинированный (-ая, -ые) | Результат                 |                           |
| ------------------------- | --------------------------------------------- | ----------------------------------------------------------------------------- | --- | ------------------------- | ------------------------- |
| 2023                      | Платино Испаноязычные страны                  | Лучший мини-сериал или телесериал                                             | Управляющий | Номинация                 | [ 11 ] [ 12 ]             |
| 2023                      | Платино Испаноязычные страны                  | Лучшая мужская роль в мини-сериале или телесериале                            | Гильермо Франселья | Победа                    | [ 11 ] [ 12 ]             |
| 2023                      | Платино Испаноязычные страны                  | Лучший автор мини-сериала или телесериала                                     | Мариано Кон и Гастон Дюпра | Номинация                 | [ 11 ] [ 12 ]             |
| 2023                      | Карлос Гардель · Аргентина                    | Лучший саундтрек кино, телевидения и аудиовизуальной продукции                | Управляющий | Номинация                 | [ 13 ]                    |
| 2023                      | Сур · Аргентина                               | Лучший сериал                                                                 | Управляющий | Номинация                 | [ 14 ]                    |
| 2023                      | Проду · Мексика                               | Лучший комедийный сериал                                                      | Управляющий | Победа                    | [ 15 ]                    |
| 2023                      | Проду · Мексика                               | Лучший исполнитель главной роли в комедийном сериале или мини-сериале         | Гильермо Франселья | Номинация                 | [ 15 ]                    |
| 2023                      | Проду · Мексика                               | Лучший режиссёр комедийного и драматического сериала, мини-сериала или фильма | Мариано Кон, Гастон Дюпра, Херонимо Карранса, Диего Блиффельд | Номинация                 | [ 15 ]                    |
| 2023                      | Проду · Мексика                               | Лучший продюсер комедии                                                       | Мариано Кон, Гастон Дюпра, Диего Блиффельд | Победа                    | [ 15 ]                    |
| 2023                      | Проду · Мексика                               | Лучший сценарий сериала или мини-сериала                                      | Мариано Кон, Гастон Дюпра, Леонардо Ди Чезаре, Алехандро Анхелини, Эмануэль Диес, Леонардо Д’Эспосито, Хуан Хосе Бесерра, Мартин Бустос, Диего Блиффельд, Херонимо Карранса | Номинация                 | [ 15 ]                    |
| 2023                      | Серебряный кондор · Аргентина                 | Лучший комедийный и/или музыкальный сериал                                    | Управляющий | Номинация                 | [ 16 ]                    |
| 2023                      | Серебряный кондор · Аргентина                 | Лучший режиссёр                                                               | Мариано Кон, Гастон Дюпра, Херонимо Карранса, Диего Блиффельд | Номинация                 | [ 16 ]                    |
| 2023                      | Серебряный кондор · Аргентина                 | Лучший актёр главной роли в комедии и/или мюзикле                             | Гильермо Франселья | Номинация                 | [ 16 ]                    |
| 2023                      | Серебряный кондор · Аргентина                 | Лучший актёр второго плана в комедии и/или мюзикле                            | Габриэль Гоити | Номинация                 | [ 16 ]                    |
| 2023                      | Серебряный кондор · Аргентина                 | Лучшая актриса второго плана в комедии и/или мюзикле                          | Моро Ангилери | Номинация                 | [ 16 ]                    |
| 2023                      | Серебряный кондор · Аргентина                 | Лучший монтаж                                                                 | Луис Баррос | Номинация                 | [ 16 ]                    |
| 2023                      | Серебряный кондор · Аргентина                 | Лучший арт-директор                                                           | Вера Эспаньоль | Номинация                 | [ 16 ]                    |
| 2023                      | Серебряный кондор · Аргентина                 | Лучшая оригинальная музыка                                                    | Алехандро Каудерер, Игнасио Габриэль | Номинация                 | [ 16 ]                    |
| 2023                      | Международная Эмми · США                      | Лучший комедийный сериал                                                      | Управляющий | Номинация                 | [ 17 ]                    |
| 2023                      | Мартин Фьерро Латино · США                    | Лучший комедийный сериал                                                      | Управляющий | Победа                    | [ 18 ]                    |
| 2023                      | Мартин Фьерро Латино · США                    | Лучший отрицательный персонаж                                                 | Габриэль Гоити | Номинация                 | [ 18 ]                    |
| 2024                      | Rose d'Or Latinos · Швейцария                 | Лучший комедийный или драмедийный сериал                                      | Управляющий | Победа                    | [ 19 ]                    |
| 2024                      | New York Festival's TV and Films Awards · США | Лучшая комедия стримингового сервиса                                          | Управляющий | Победа                    | [ 20 ]                    |